# Kooperativa Förbundet

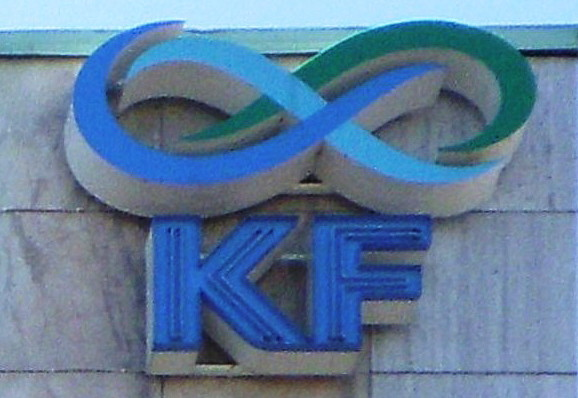

A Kooperativa Förbundet (em português: União de Cooperativas) é uma federação de 31 cooperativas de consumidores da Suécia, fundada em 1899, e contando atualmente com 3,4 milhões de sócios.

A União de Cooperativas é uma componente do Movimento Operário Sueco (arbetarrörelsen), juntamente com a Confederação Nacional de Sindicatos (fundada em 1898) e o Partido social-democrata (fundado em 1889), dando corpo à aspiração dos trabalhadores suecos por melhores condições de vida.